# Araputanga
Araputanga is een gemeente in de Braziliaanse deelstaat Mato Grosso. De gemeente telt 16.090 inwoners (schatting 2009).
De gemeente grenst aan Barra do Bugres, São José dos Quatro Marcos, Jauru, Rio Branco (Mato Grosso), Reserva do Cabaçal en Indiavaí.